# Cidreira
Cidreira è un comune di 10 919 abitanti (2007) dello Stato del Rio Grande do Sul in Brasile.